# Cegelnica
Cegelnica je naselje v Občini Naklo.